# 帕爾梅拉 (聖卡塔琳娜州)
帕爾梅拉（葡萄牙語：Palmeira），是巴西的城鎮，位於該國南部，由聖卡塔琳娜州負責管轄，始建於1995年8月18日，面積292平方公里，海拔高度886米，2010年人口2,376，人口密度每平方公里8.13人。